# Śródmieście (Lublin)
Śródmieście – dzielnica Lublina położona w ścisłym centrum miasta.

## Geografia
Dzielnica położona jest w środkowo-północnej części Lublina, nad Bystrzycą i Czechówką, będącą jej dopływem.
Główne ulice stanowią: 
- Al. Solidarności
- Al. Mieczysława Smorawińskiego
- Al. Spółdzielczości Pracy
- Al. Józefa Piłsudskiego
- Ul. Lipowa
- Ul. Krakowskie Przedmieście
- Ul. Unicka
- Ul. Podzamcze
- Ul. Lubartowska
- Ul. Bernardyńska
- Ul. Prezydenta Gabriela Narutowicza

Oprócz właściwego Śródmieścia w skład dzielnicy administracyjnej Śródmieście wchodzą także inne dzielnice: północna część Podzamcza (dawniej dzielnica żydowska Lublina), Czwartek (na którym stoi kościół św. Mikołaja), Lemszczyzna, Bielszczyzna, Czechówka Dolna, a także część Starego Miasta.

## Urbanistyka
Na terenie lubelskiego Śródmieścia znajduje się szereg zabytków, budynków użyteczności publicznej, obiektów sakralnych, dawne główne ulice miasta (Krakowskie Przedmieście, Lubartowska i Zamojska), liczne place (m.in. plac Litewski, plac Władysława Łokietka, plac Wolności).

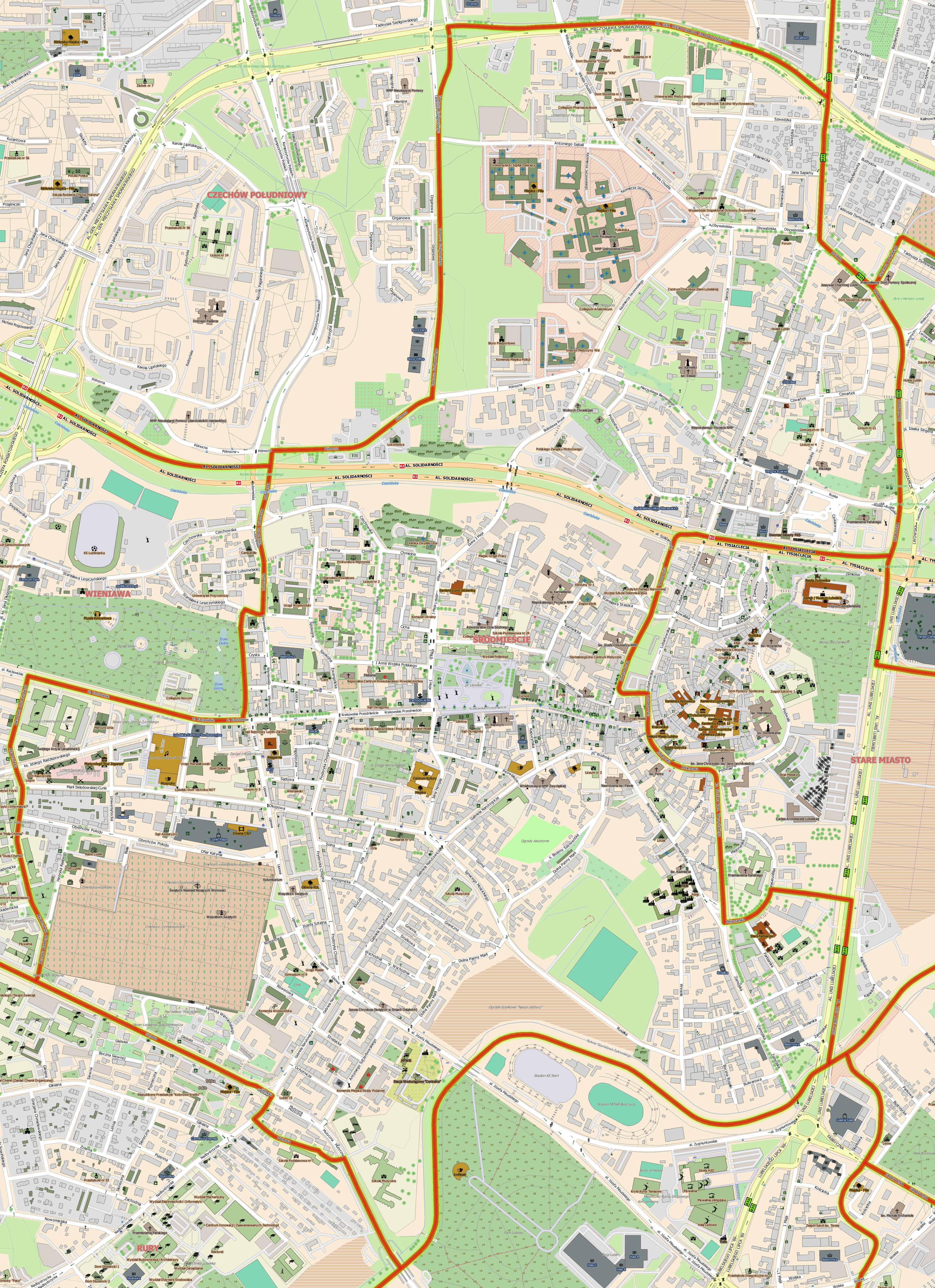
Plan dzielnicy

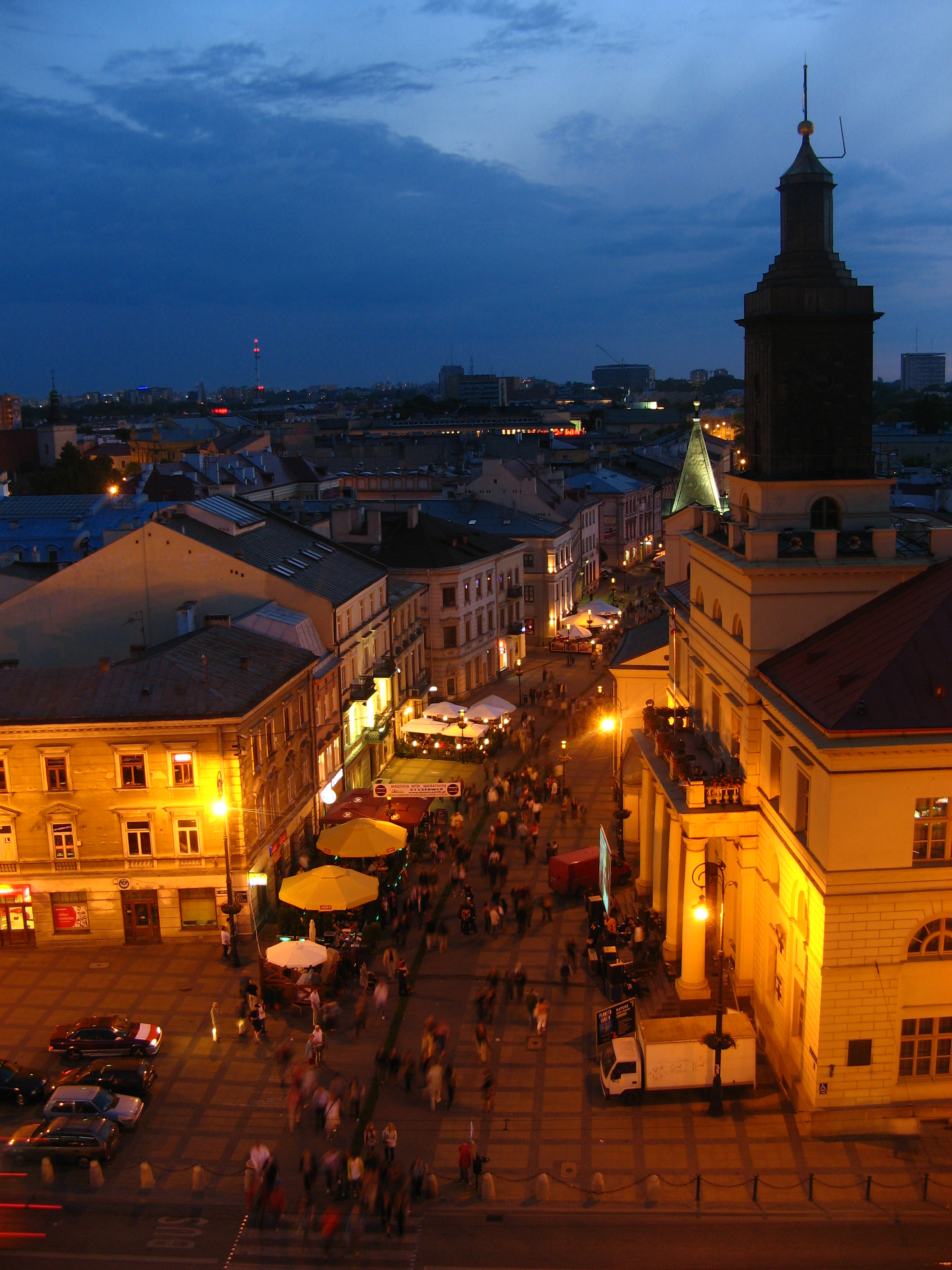
Deptak na Krakowskim Przedmieściu, Plac Łokietka i Nowy Ratusz w Lublinie

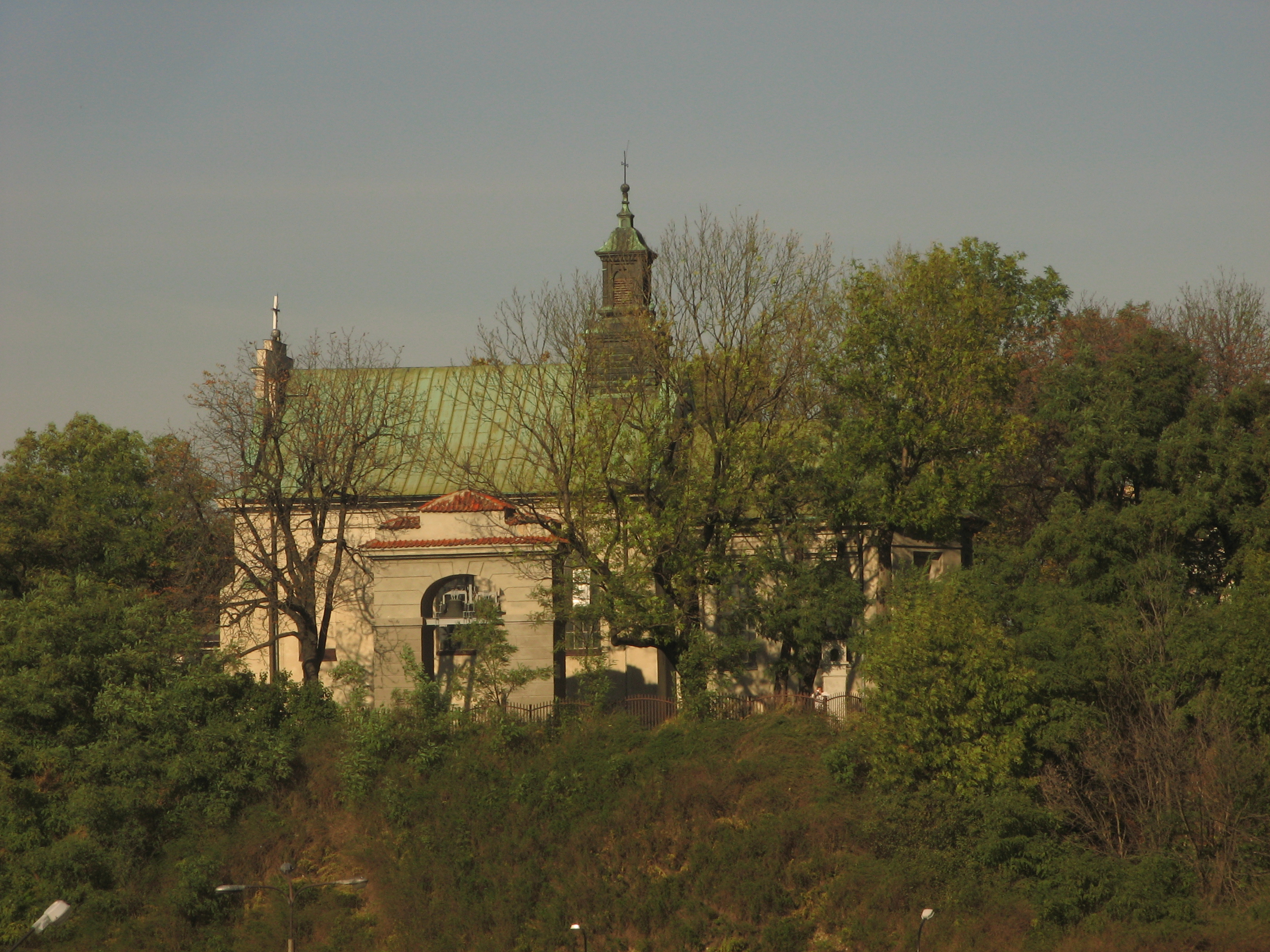
Kościół św. Mikołaja na Czwartku

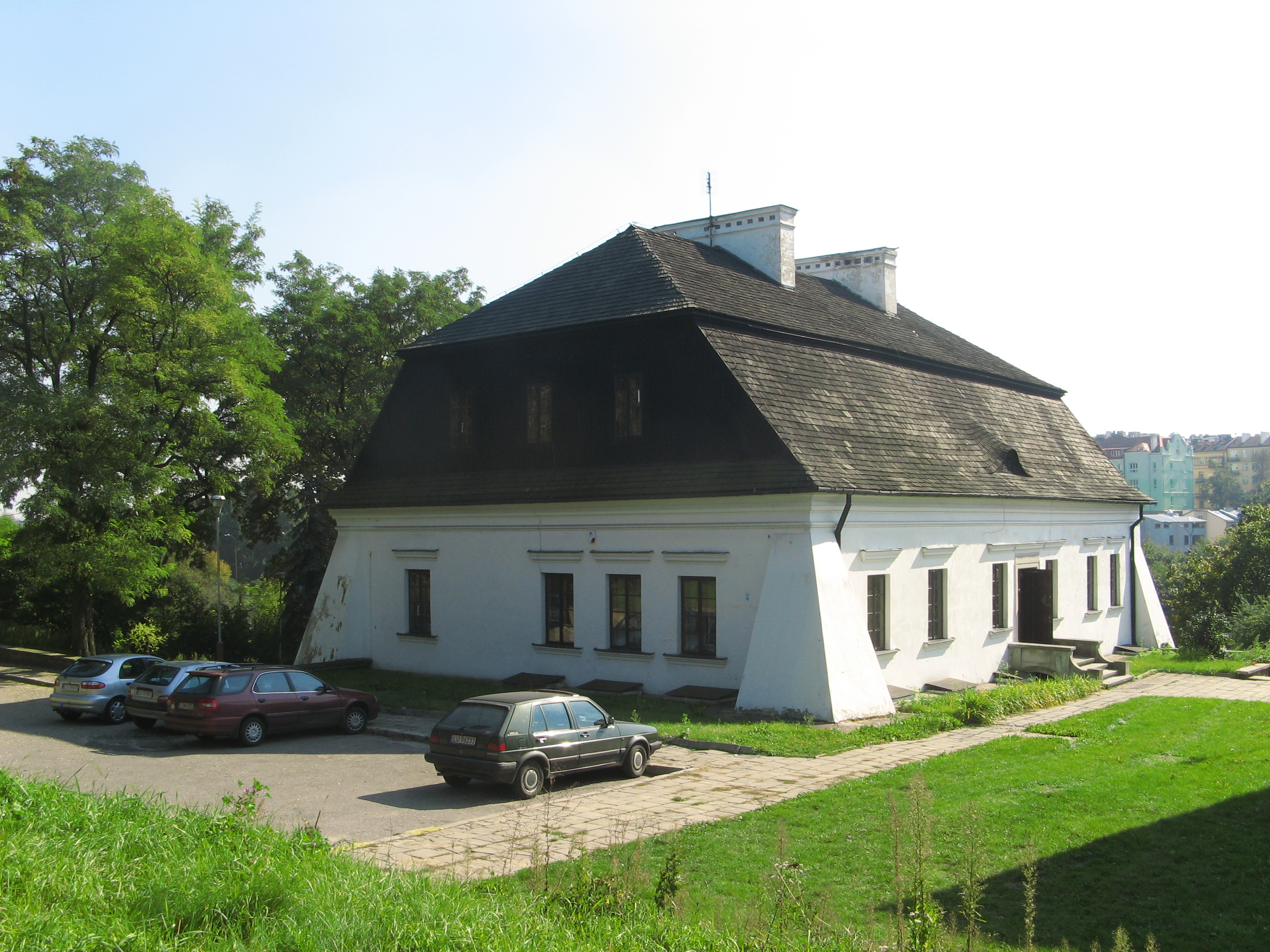
Dwór Gorajskich

## Administracja
Granice dzielnic administracyjnych Śródmieścia określa statut dzielnicy uchwalony 19 lutego 2009. Granice Śródmieścia tworzą:
- od północy: al. Smorawińskiego,
- od wschodu: ul. Lubartowska – ul. Unicka – ul. Podzamcze – Al. Tysiąclecia – ul. Wodopojna – ul. Świętoduska – ul. Wacława Bajkowskiego (ul. Przystankowa) – ul. Królewska – ul. Wyszyńskiego – Al. Unii Lubelskiej – Bystrzyca,
- od południa: ul. Plażowa – ul. Nadbystrzycka – ul. Głęboka,
- od zachodu: ul. Akademicka – ul. Łopacińskiego – Al. Racławickie – wschodnia granica Ogrodu Saskiego – ul. Lubomelska – ul. Północna – ul. Szeligowskiego[5].

Śródmieście ma powierzchnię 3,77 km². Według stanu na 30 czerwca 2018 na pobyt stały w Śródmieściu było zarejestrowanych 19 013 osób.